# فجر القصة المصرية
فجر القصة المصرية كتاب للمؤلف يحيى حقي.

## المحتوى
في كتاب «فجر القصة المصرية» يؤرخ يحيى حقي للفن القصصي المصري الحديث، ويكتب عن رواية «زينب» لمحمد حسين هيكل ويكتب عن محمد تيمور ومحمود طاهر لاشين وعيسى عبيد وتوفيق الحكيم. كما يكتب عن رواية «عذراء دنشواي» لمحمود طاهر حقي، كما يكتب عن «اللوحات القلمية» كرافد لفن القصة القصيرة، ومن بين أولئك الذين كتبوا «لوحات قلمية».